# Маріус Нікулае
Ма́ріус Нікула́е (рум. Marius Niculae, нар. 16 травня 1981, Бухарест) — румунський футболіст, нападник бухарестського «Динамо».

## Клубна кар'єра
Народився 16 травня 1981 року в місті Бухарест. Вихованець футбольної школи місцевого «Динамо». Дорослу футбольну кар'єру розпочав 1996 року в основній команді того ж клубу, в якій провів п'ять сезонів, взявши участь у 100 матчах чемпіонату. За цей час виборов з командою титул чемпіона Румунії та двічі став володарем національного кубка.
Своєю грою за цю команду привернув увагу представників тренерського штабу клубу «Спортінг», до складу якого приєднався 2001 року. В першому ж сезоні за португальський клуб виграв разом з командою титул чемпіона Португалії, став володарем Кубка та Суперкубка країни, а також у сезоні 2004-05 став фіналістом Кубка УЄФА. Всього Нікулае відіграв за лісабонський клуб чотири сезони своєї ігрової кар'єри, проте через часті травми провів за цей час лише 59 матчів в чемпіонаті країни.
З 2005 року по сезону пограв за бельгійський «Стандард» (Льєж), німецький «Майнц 05» та шотландський «Інвернесс», проте в жодному з них надовго не затримався і влітку 2008 року повернувся в рідне бухарестське «Динамо».
Більшу частину свого чотирирічного перебування в «Динамо» був капітаном команди, не рахуючи 2011 року, коли його віддали в оренду грецькому клубу «Кавала».
У липні 2012 року перейшов в «Васлуй», забивши за півроку в Лізі І 11 голів в 19 матчах, ставши найкращим бомбардиром команди.
19 лютого 2013 року став гравцем китайського клубу «Шаньдун Лунен», але відігравши за команду з Цзінаня 8 матчів в національному чемпіонаті, в яких забив два голи, покинув Піднебесну.
6 вересня 2013 року на правах вільного агента підписав контракт з ужгородською «Говерлою».

## Виступи за збірну
2 лютого 2000 року дебютував в офіційних матчах у складі національної збірної Румунії в товариській грі проти збірної Литви, в якому відразу відзначився голом, допомігши своїй збірній перемогти з рахунком 2:0.
У складі збірної був учасником чемпіонату Європи 2008 року в Австрії та Швейцарії, на якому зіграв у двох матчах, а збірна не змогла подолати груповий етап.
Всього за тринадцять років провів у формі головної команди країни 43 матчі, забивши 15 голів.

## Титули і досягнення
- Чемпіон Румунії (1):

«Динамо»:  1999–00
- Володар Кубка Румунії (3):

«Динамо»:  1999–2000, 2000–01, 2011–12
- Володар Суперкубка Румунії (1):

«Динамо»:  2012
- Чемпіон Португалії (1):

«Спортінг»:  2001–02
- Володар Кубка Португалії (1):

«Спортінг»:  2001–02
- Володар Суперкубка Португалії (1):

«Спортінг»:  2002

### Індивідуальні
- Найкращий бомбардир чемпіонату Румунії: 2000-01
- Гравець місця в Шотландії: грудень 2007